# Tipula (Pterelachisus) ingenua
Tipula (Pterelachisus) ingenua is een tweevleugelige uit de familie langpootmuggen (Tipulidae). De soort komt voor in het Oriëntaals gebied.